# Trofična struktura ekosistema
Trofična struktura ekosistema ali prehranjevalna struktura ekosistema je povezava z dvema poglavitnima načinoma prehranjevanja organizmov.
Elemente trofične strukture delimo na tri skupine organizmov:
- Producentov, proizvajalcev zelenih rastlin, ki izdelujejo organsko snov.
- Konzumenti, porabniki so živali, ki črpajo organske snovi producentom in jih predelujejo v sestavine svojega telesa.
- Razkrojevalci, reducenti to so predvsem glive in bakterije, ki razkrajajo ostanke živalskega in rastlinskega izvora v anorganske spojine.

Med temi tremi naštetimi skupinami pa obstaja tesna prehranjevalna odvisnost.Vsak sistem ima začilno trofično zgradbo, ki jo lahko opišemo z biomaso na enoto površine ali
vezanjem energije na enoto površine v enoti časa.
Trofična struktura ekosistema lahko predstavimo grafično v obliki ekološke piramide. Ekosistem lahko opišemo z navedbo vrst in številčnostjo osebkov, ki pa pripadajo
točno določeni vrsti. Te vrednosti pa nam jasno povedo ali je biotop naseljen z majhnim številom vrst ali velikim številom vrst, ter kolikšna je njihova vrednost ali populacija. Pomembno je poznavanje strukture ekosistema za razumevanje njegovega delovanja in za izbiro pravega gospodarjenja z njim.